# Dacalana baganda
Dacalana baganda är en fjärilsart som beskrevs av Hans Fruhstorfer 1914. Dacalana baganda ingår i släktet Dacalana och familjen juvelvingar. Inga underarter finns listade i Catalogue of Life.